# Nothrus macedi
Nothrus macedi är en kvalsterart som beskrevs av Beck 1962. Nothrus macedi ingår i släktet Nothrus och familjen Nothridae. Inga underarter finns listade i Catalogue of Life.